# 9.0: Live
9.0: Live — перший концертний альбом Slipknot, що вийшов у 2005 році. Диск був записаний із різних концертів зіграних у Токіо, Осаці, Сінгапурі та Лас-Вегасі. В альбомі звучать пісні із усіх трьох повноцінних альбомів гурту, а також деякі рідкі пісні, такі як Eeyore, Get This і Purity. Також на дискові можна почути ніколи раніше не зіграну наживо пісню із альбому Iowa Skin Ticket.
У підтримку альбому вийшов кліп на концертний запис пісні The Nameless.

## Список композицій
Диск 1:
1. <The Blister Exists> — 6:24
2. «(sic)» — 3:52
3. «Disasterpiece» — 6:47
4. «Before I Forget» — 4:24
5. «Left Behind» — 3:44
6. «Liberate» — 3:48
7. «Vermilion» — 5:56
8. «Pulse of the Maggots» — 5:06
9. «Purity» — 5:12
10. «Eyeless» — 4:19
11. «Drum Solo» — 3:58
12. «Eeyore» — 2:16

Диск 2:
1. «Three Nil» — 5:03
2. «The Nameless» — 5:28
3. «Skin Ticket» — 6:03
4. «Everything Ends» — 5:03
5. «The Heretic Anthem» — 4:08
6. «Iowa» — 6:37
7. «Duality» — 6:07
8. «Spit It Out» — 5:29
9. «People = Shit» — 5:53
10. «Get This» — 2:44
11. «Wait and Bleed» — 3:44
12. «Surfacing» — 5:50